# 本迪達峰

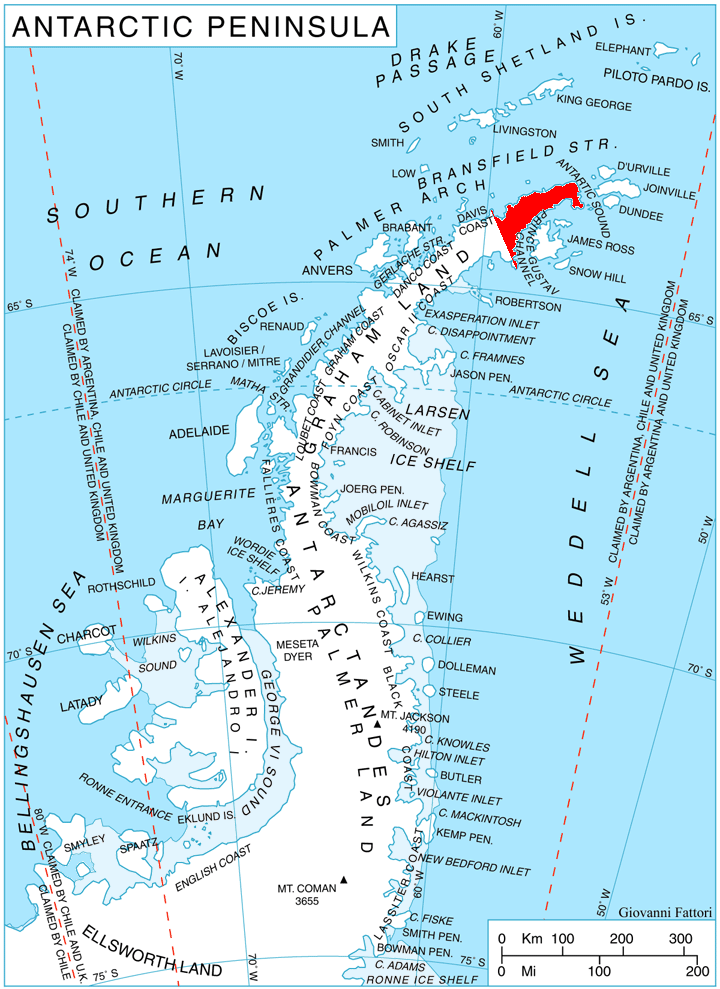

本迪達峰（英語：Bendida Peak）是南極洲的山峰，位於葛拉漢地的特里尼蒂半島，處於戈萊什海崖西北面2.11公里、波因特山以東12.22公里、奧里奧爾山東南面4.27公里、斯凱勒爾山西南面12.74公里和古爾古利亞特峰西北面13.57公里，海拔高度1,200米。

## 外部連結
- Trinity Peninsula. Scale 1:250000 topographic map No. 5697. Institut für Angewandte Geodäsie and British Antarctic Survey, 1996.
- SCAR Composite Antarctic Gazetteer（页面存档备份，存于）.

63°48′17″S 58°53′36″W / 63.80472°S 58.89333°W